# Vámosgyörk
Vámosgyörk è un comune dell'Ungheria di 2.058 abitanti (dati 2001). È situato nella contea di Heves.